# 刺杀林肯 (电影)
《刺杀林肯》（英語：Killing Lincoln）是美国电视电影，改编自比尔·奥莱利和马丁·杜加尔德2011年出版的同名書籍。这部时长两小时的文獻紀錄片讲述了美国总统亚伯拉罕·林肯的遇刺事件。该节目2013年2月17日在国家地理频道播出，由演员汤姆·汉克斯配音和主持，比利·坎貝爾饰演林肯总统，杰西·约翰逊饰演约翰·威尔克斯·布斯。该片编剧和执行制片人是埃里克·扬德森（《兄弟连》）。
这部纪录片是为了纪念制片人托尼·斯科特，他去世前正在拍摄这部电影。该节目平均收视人数为340万，25-54岁的观众人数约为100万。这是目前国家地理频道收视率最高的电视节目，吸引了300万观众，超过了2005年8月的《透视9/11》。